# Bons-Fils
Les Bons-Fils, ou Bons-Frères constituent une congrégation de religieux fondée en 1615 à Armentières, se vouant au service des malades et des aliénés. Il se rattachèrent en 1626 au tiers ordre de Saint-François. Ils ne portaient pas de linge et couchaient tout habillés sur la paille. Ils furent soumis en 1671 à la juridiction des récollets. Ils se placent sous l'autorité des évêques et fondèrent en France de très nombreux établissements nommés Familles.